# Оссовская, Мария
Мария Оссовская (урожденная Мария Niedźwiecka; 16 января 1896 года, Варшава — 13 августа 1974 года, там же) — польский философ и социолог, специалист по теории и истории этики. Была ученицей известных представителей Львовско-Варшавской школы В. Татаркевича, Я. Лукасевича и Т. Котарбинского.

## Биография
Закончила философский факультет Варшавского университета в 1925 году, защитив дипломную работу о Бертране Расселе, в 1932 году получила степень доктора философии за исследования в области семантики. В время Второй мировой войны принимала участие в движении Сопротивления, преподавала на нелегальных философских курсах.
В 1945—1948 годах была профессором в Университете Лодзи, затем в Варшавском университете. В 1952—1956 годах не преподавала, так как курс социологии был исключён из польских университетов как «буржуазная» дисциплина. С 1952 до 1962 года она руководила Институтом истории и теории этики, входившим в Институт философии и социологии Польской академии наук. В 1972 году была награждена национальной премией.
Открыто выступила в защиту осуждённых членов подпольной организации Рух.
Была замужем за социологом Станиславом Оссовским.

## Публикации
- 1925 (as Maria Niedźwiecka):  Онтология Бертрана Рассела ( The ontology of Bertrand Russell. Warszawa.
- 1946:Модель гражданина в демократической системе Wzór obywatela w ustroju demokratycznym . Warszawa.
- 1947: Основы науки о морали. Podstawy nauki o moralności [Foundations of the science of morality]. 2nd edition 1994, ed. by Paweł J. Smoczyński. Wrocław:
- 1949: Мотивы действия: К проблемам этики. Motywy postępowania: Z zagadnień moralności [The motivations of action: On the problems of ethics]. Warszawa: Książka i Wiedza. 3rd edition 2002. ISBN 83-05-13245-5
- 1956: Буржуазная мораль. Moralność mieszczańska [Bourgeois morality]. 2nd edition 1985. Wrocław: ISBN 83-04-01877-2  (English translation 1986: Bourgeois morality. London/New York: Routledge & Kegan Paul. ISBN 0-7100-9782-4
- 1957: О некоторых изменениях в этике борьбы. O pewnych przemianach etyki walki [On certain changes in the ethics of struggle]. Warszawa: (a Samisdat edition)
- 1963: Социология морали: скрытые проблемы. Socjologia moralności: zarys zagadnień [The sociology of morality: An outline of its problems]. 4th edition 2005. Warszawa: Państwowe Wydawnictwo Naukowe. ISBN 83-01-14009-7  English translation 1971: Social determinants of moral ideas. Philadelphia: University of Pennsylvania Press, 1971 edition London/New York: Routledge & Kegan Paul. ISBN 0-7100-7013-6
- 1966: Моральные мысли английского Oświecenia  . Myśl moralna Oświecenia angielskiego [The moral thought of the English Enlightenment]. Warszawa:
- 1970: Нормы морали, попытки систематизации. Normy moralne: próba systematyzacji [Moral norms: An attempt at systematization]. 4th edition 2000. Warszawa: Państwowe Wydawnictwo Naukowe. ISBN 83-01-13278-7)  English translation 1980: Moral norms: a tentative systematization. Warszawa. Publ. ISBN 83-01-01297-8
- 1973: Нравственный образ рыцаря и его разновидности. Ethos rycerski i jego odmiany [The Chivalric Ethos and Its Varieties], 3rd edition, 2000, Warsaw, Państwowe Wydawnictwo Naukowe, ISBN 83-01-13277-9.
- 1983: О человеке, морали и науке. O człowieku, moralności i nauce: miscellanea [On Man, morality, and science: miscellanies, ed. by Maria Ofierska and Maria Smoła. Warszawa: Państwowe Wydawnictwo Naukowe. ISBN 83-01-00801-6
- 1992: Демократическая модель: добродетели и ценности.  Wzór demokraty: cnoty i wartości [The paragon of a democrat: Virtues and values] Lublin: Daimonion. ISBN 83-900135-3-3
- 2002: Интимный портрет учёных: переписка Марии и Станислава Оссовских. [ Intymny portret uczonych: korespondencja Marii i Stanisława Ossowskich [An intimate portrait of a scholarly couple: The correspondence of Maria Ossowska and Stanisław Ossowski], ed. by Elżbieta Neyman. Warszawa: Wydawnictwo «Sic!». ISBN 83-88807-13-7.

### На русском
- Оссовская М. Рыцарь и буржуа: Исследование по истории морали: Пер. с польск./ Общ. ред. А. А. Гусейнова; Вступ. ст. А. А. Гусейнова и К. А. Шварцман. — М.: Прогресс, 1987. — 528 с.